# Moedermelk (roman)
Moedermelk is een roman van de Letse auteur Nora Ikstena. 

## Verhaal
Ondanks de voortdurende dreiging van arrestatie en vervolging probeert een vrouw haar roeping te volgen als arts in het door de Sovjet-Unie bezette Letland. Het is een portret van drie generaties vrouwen die verwikkeld in een hoogst ongelijke strijd op de meeste precaire momenten toch nog geloof houden in een toekomst waarin zelfbeschikking mogelijk is.

## Nominaties en prijzen
- 2024: Europese Literatuurprijs 2024 [2]
- 2019: Nominatie (shortlist) voor de EBRD Literature Prize 2019[3]
- 2018: Autortiesību bezgalības balva[4]
- 2016: Dzintars Sodums Literatuurprijs[5]
- 2016: De Grote lezersprijs (Lielā lasītāju balva)[6]
- 2016: Sudraba tintnīca[7]
- 2015: Kilograms kultūras balva Literatūras un grāmatniecības nominācijā[8]
- 2015: Tirgotāju iecienītākā grāmata 2015[9]

## Verfilming
Moedermelk is in 2023 verfilmd als Mātes piens, geregisseerd door Ināra Kolmane. De cast bestond uit onder anderen: Maija Doveika, Elīna Vaska-Botere, Rūta Kronberga  en Indra Briķe. 

## Vertalingen
- Mолоко матери [Russisch, vert. Ludmila Nukneviča]. Rīga: Dienas grāmata, 2016. ISBN 9789934546235.
- Мајчино млеко [Macedonisch, vert. Gjorgji Krstevski]. Antolog, 2017. ISBN 9786082432380.
- Ǫumёshti I nёnёs [Albanees, vert. Luan Morina]. Shkupi. 2017. ISBN  9786082241180 .
- Anyatej [Hongaars, vert. Aranka Laczházi]. Vince Kiado, 2017. ISBN 9789633030783.
- Il latte della madre [Italiaans, vert. Margherita Carbonaro]. Voland, 2018. ISBN 9788862433136.
- Emapiim [Ests, vert. Ilze Tālberga, Margus Konnula]. Kirjastus Hunt, 2018. ISBN 9789949884087.
- Soviet Milk [Engels, vert. Margita Gailītis]. London: Pereine Press, 2018. ISBN 9781908670427.
- დედის რძე [Georgisch, vert. Mzia Koberidze]. Books in Batumi, 2018. ISBN 9789941474545.
- Motinos pienas [Litouws, vert. Laura Laurušaitė]. Tyto alba, 2019. ISBN 9786094663710.
- حليب سوفيتي [Arabisch, vert. Dahouk Rukiya]. United Arab Emirates: Mamdouh Adwan, 2019. ISBN 9789933641009.
- ソビエト・ミルク [Japans, vert. Ayumi Kurosawa]. Shinhyoron Publishing, 2019. ISBN 9784794811332.
- Mолоко Mатері [Oekraïens, vert. Lina Melnyk]. ПВД Твердиня, 2019. ISBN 9786175173053.
- Majčino Mlijeko [Kroatisch, vert. Santa Domijan Zviedre]. Hena Com, 2019. ISBN 9789532592610.
- Muttermilch [Duits, vert. Nicole Nau]. KLAK Verlag, 2019. ISBN 9783948156176.
- Móðurmjólk [Faeröers, vert. Jákup í Skemmuni]. Sprotin. 2020. ISBN 9789997213815.
- Modersmjölken [Zweeds, vert. Juris Kronbergs]. Tranan, 2020. ISBN 9789188253873.
- Mleko matki [Pools, vert. Dan Lubinski]. Wydawnictwo Sonia Draga, 2021. ISBN 9788382300642.
- Leche materna [Spaans, vert. Rafael Martin Calvo]. Vaso Roto Ediciones, 2021. ISBN 9788412359893.
- Air susu ibu [Indonesisch, vert. Windy Ariestanty]. Penerbit Spring. 2022. ISBN 9786026682833.
- Morsmelk [Noors, vert. Snorre Karkkonen Svensson]. Oslo: Aschehoug, 2022. ISBN 9788203268595.
- Μητρικό γάλα [Grieks, vert. Marianna Avouri]. Vakxikon Publications, 2022. ISBN 9786185733070.
- Moedermelk [Nederlands, vert. Brenda Lelie]. Amsterdam: Uitgeverij Koppernik, 2023. ISBN 9789083323909.
- Mateřské mléko [Tsjechisch, vert. Anna Sedlačková]. Paseka, 2023. ISBN 9788076374089.
- Modermælk [Deens, vert. Kristīne Skarbinika Pedersen]. Multivers, 2023. ISBN 9788779175396.
- ՄԱՅՐԱԿԱՆ ԿԱԹ [Armeens, vert.Gohar Aslanyan]. Վերնատուն / Vernatun Media, 2023. ISBN 9789939930152.

## Recensies
- "Hoe drie generaties vrouwen het hoofd boven water proberen te houden in het door de Sovjet-Unie bezette Letland"
- "Schrijfster Nora Ikstena: ‘In Letland zeggen we dat we zwemmen in rivieren van melk als we in het paradijs zijn’"
- "Het troosteloze leven onder het Russische juk"
- "VPRO Boekengids"
- "In Moedermelk van Nora Ikstena wordt op een indrukwekkende manier de overgeërfde pijn tussen generaties beschreven."
- "Moedermelk – een intens bijzondere roman"
- "Recensie: Nora Ikstena – Moedermelk door Dietske Geerlings"

- Nationale Bibliotheek van Letland: 000266403
- Virtual International Authority File: 9790150172739400180001